# Asplenium davisii
Asplenium davisii là một loài dương xỉ trong họ Aspleniaceae. Loài này được Stolze mô tả khoa học đầu tiên năm 1993.